# Pacific Forum Line
Pour les articles homonymes, voir PFL.

La Pacific Forum Line (PFL) est une agence du Forum des îles du Pacifique (alors Forum du Pacifique Sud) en matière de coopération de transport maritime dans le Pacifique, qui s'est transformée en une compagnie de navigation maritime, créée en 1977 et qui a commencé ses activités en 1978.
Ses missions sont d'assurer des services maritimes réguliers afin d'encourager le développement du Pacifique Sud.
Les navires de la compagnie sont :
- Forum Fiji II
- Capitaine Tasman
- Forum Samoa II
- Forum Rarotonga
- Kokopo Chief
- Coral Chief
- Papuan Chief
- Melanesian Chief
- Pacific Navigator
- Tasman Provider
- Pacific Explorer
- Pacific Voyager
- Tasman Commander
- Tasman Trader
- Tasman Pathfinder
- Tasman Chief
- Pacific Java
- Tasman Endeavour
- Island Chief

La société mère, Pacific Forum Line Limited est enregistrée à Apia tandis que sa filiale opérationnelle est basée à Auckland. Les parts de la société sont divisées entre les gouvernements des îles Cook, Fidji, Kiribati, îles Marshall, Nauru, Nouvelle-Zélande, Niue, Papouasie-Nouvelle-Guinée, Samoa, îles Salomon, Tonga et Tuvalu. Bien que les quotes-parts soient différentes, tous ont des droits de vote identiques.
La société opère sur cinq routes qui relient les îles du Pacifique à la Nouvelle-Zélande et à l'Australie. Une ligne relie Madang à Rarotonga, une autre relie Rabaul à Lyttelton.